# 마이라 카터
마이라 카터(Myra Carter, 1930년 10월 27일 ~ 2016년 1월 9일)는 미국의 배우, 연극 배우, 텔레비전 배우, 영화배우이다.
시카고에서 태어났으며 뉴욕에서 사망하였다. 사인은 폐렴이다.

## 영화
- 8미리 (1999년)
- 센트리 스톰 (1999년)
- 노생거 사원 (1986년)